# 盖姆热
盖姆热，是匈牙利索博尔奇-索特马尔-贝拉格州所辖的一个村。总面积13.60平方公里，总人口821，人口密度60.4人/平方公里（2011年1月1日）。